# مرقد امام حسن بصری
مرقد امام حسن بصری (به عربی: مرقد الإمام الحسن البصری) یک زیارتگاه تاریخی در بصره است که به یادبود عالم مشهور حسن بصری ملقب به ابی‌سعید ساخته شده‌است.
وی از دانشمندان اسلامی اهل تسنن بود، او دو سال قبل از پایان دوران خلیفه دوم متولد شد. این مقبره در منطقه زبیر قرار دارد که بسیاری از گورستان‌ها در آن واقع شده‌است. این بنا حاوی مقبره حسن و امام ابن سیرین است و در بالای سازه، برجی تزئین شده با حکاکی‌ها قرار دارد.
این برج در سال ۱۱۸۵ توسط خلیفه عباسی الناصر ساخته شده که به سبک معماری سلجوقی است. قطر قسمت تحتانی برج از قسمت فوقانی برج بیشتر است. در قسمت شمالی مقبره، دو ستون با نقاشی‌های گچی وجود دارد. در کنار مقبره اتاقی قرار دارد که حاوی قبر خانواده النقیب و همچنین امام بن سیرین است که صد روز پس از مرگ حسن درگذشت. زیارتگاه حسن از سنگ مرمر ساخته شده‌است. در این بنا یک نمازخانه کوچک نیز به عنوان مسجد وجود دارد.